# Selenaspidus pertusus
Selenaspidus pertusus är en insektsart som först beskrevs av Charles Kimberlin Brain 1918.
Selenaspidus pertusus ingår i släktet Selenaspidus och familjen pansarsköldlöss. Inga underarter finns listade i Catalogue of Life.